# Abdalá Ben Yasin
Abdalá Ben Yasin (?-1059) fue un guía espiritual almorávide que consiguió conquistar gran parte del Sahara.
Consiguió con su persuasión la adhesión de varias tribus Bereberes. Fundó un ribat en una isla de un río (el Níger o el Senegal) o más probablemente en las islas de Tidra (actual Mauritania) y extendió su dominio por medio de la yihad. Los almorávides extendieron su dominio por una gran parte del desierto del Sáhara (Mauritania, Senegal, centro y sur de Marruecos, oeste de Argelia).
Murió en 1059 combatiendo a los Barghawata y fue enterrado en la provincia de Jemiset cerca de un lugar llamado Oued Krifla. Es reemplazado por Sulaiman ibn Haddu quien fue asesinado, y a su vez no será reemplazado.